# Онтон
Онтон (фр. Anthon) насеље је и општина у источној Француској у региону Рона-Алпи, у департману Изер која припада префектури Вјен.
По подацима из 2011. године у општини је живело 993 становника, а густина насељености је износила 112,59 становника/km². Општина се простире на површини од 8,82 km². Налази се на средњој надморској висини од 200 метара (максималној 249 m, а минималној 182 m).

## Демографија
| 1962. | 1968. | 1975. | 1982. | 1990. | 1999. | 2011. |
| ----- | ----- | ----- | ----- | ----- | ----- | ----- |
| 201   | 225   | 264   | 333   | 697   | 917   | 993   |

График промене броја становника у току последњих година